# Крис Вудраф
Крис Вудраф (енгл. Chris Woodruff; рођен 2. јануара 1973) је бивши амерички тенисер.
У каријери је освојио две титуле у синглу, од тога једну на АТП Мастерс турниру у Канади 1997. године. Изненађујуће је победио фаворизованог Густава Киртена. Најбољи пласман на АТП листи је достигао у августу 1997. када је био 29 тенисер света.

### Појединачно 1 (1—0)
| Исход  | Година | Турнир | Противник      | Резултат      |
| Победа | 1997   | Канада | Густаво Киртен | 7–5, 4–6, 6–3 |